# 天主教埃森教区
天主教埃森教區（拉丁語：Dioecesis Essendiensis）是德國西部一個羅馬天主教教區，教座位於埃森。屬科隆總教區，成立於1957年2月23日。

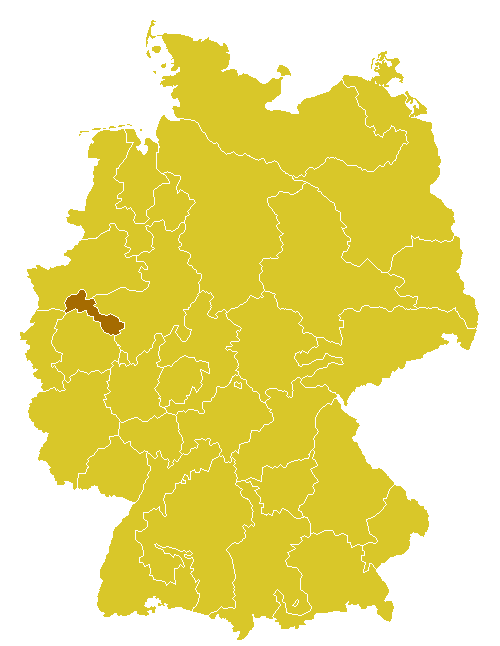
埃森教區管轄範圍圖

2011年，有教友856,661人，佔轄區總人口33.8%、43個堂區、516名司鐸、78名執事、110名修士、395名修女。現任教區主教為法蘭茲-若瑟·奧弗貝克。